# Guillermo Gallardo Téllez
Guillermo Gallardo Tellez (Puerto Montt, 15 de diciembre de 1865 - 1 de septiembre de 1951) fue un agricultor y político radical chileno. Hijo de Guillermo Gallardo y Marta Tellez. Contrajo matrimonio con Juana Leonora Mimberg (1896).
Estudió en el Liceo de Valdivia. Se dedicó a la agricultura en el fundo "Santa Marta", de propiedad de su padre, ubicado cerca de lo que hoy es Frutillar. En esta hacienda, criaban ganado ovino, bovino y plantaciones de alfalfa.
Miembro del Partido Radical. 
Elegido Alcalde de la Municipalidad de Puerto Montt (1922-1925). Durante su administración instaló un transbordador que cruzara el seno de Reloncaví, uniendo la isla de Chiloé, por este medio, las carretas y vehículos de carga pudieron comenzar a sacar productos de la isla a la zona continental y viceversa, incrementando el comercio que antes se realizaba solo en pequeñas lanchas.
Reelegido Alcalde de Puerto Montt (1929-1932). En este período, la ciudad vivió un proceso de urbanización acelerada, con la instalación de los primeros alcantarrillados modernos y ampliación de la red del tendido eléctrico y telegráfico. La Avenida Guillermo Gallardo es una arteria vial de la ciudad nombrada así en su honor. 